# Гонфалониер на правосъдието
Гонфалониерът на правосъдието (на италиански: Gonfaloniere di Giustizia) е институционална фигура на флорентинското управление, въведена от 1293 г. с влизането в сила на Правосъдните разпоредби на Джано дела Бела. Гонфалониерът съставлява върховната магистратура и председателства Колежа на приорите в управлението на Флорентинската република. Негова емблема е знамето, носещо герба на флорентинския народ: червен кръст на бяло поле.

## Предистория
Италия през XIII век е земя на градовете, а Флоренция е една от най-процъфтяващите и политически неспокойни комуни тогава. Най-ясният знак за нейния просперитет и икономическа мощ се дава от сеченето на златния флорин (с тегло около 3,5 грама), започващо от 1252 г., и присъствието на големи търговски и финансови компании, разклонени в цяла Европа и Африка, чиито представители искат нарастващо участие в политическия живот на града, претендирайки за равно, ако не и по-голямо достойнство от древните семейства на сега непродуктивното урбанизирано поземлено благородничество. През XIII и XIV век гилдиите (т. нар. Arti Maggiori – седемте гилдии, създадени между втората половина на XII век и първата половина на XIII век, като постепенно се отделят от гилдията „майка“ Калимала) са  крайъгълните камъни на икономическия възход на града и на отмъщението на буржоазията към феодалната аристокрация – това е до 1347 г., когато фалитът на английската монархия поради военните разходи от Стогодишната война с Франция води и банките на родовете Барди и на Перуци до разруха (и двата са кредитори с главозамайващи цифри  – 600 000 флорина само за Перуци).

## Правителство на Първия народ
Политическият дуализъм характеризира еволюцията на градските институции през XIII век: борбата между гвелфите и гибелините (в която се събира цялото флорентинско благородничество) попада в общата тенденция на италианските и европейски събития през XIII  век, с редуващи се победоносни фази и съответно изгонване на противниковата страна в случай на поражение. През 1250 г., след смъртта на Фридрих II Швабски, фракцията на гвелфите успява да се наложи благодарение на т. нар. Правителство на първия народ (Governo del Primo Popolo), което бележи началото на възхода на изкуствата в градското управление; членовете на гилдиите всъщност стават част от съветите на двете най-висши магистратури – Съветът на старейшините и Капитанът на народа (нова длъжност, въведена в подкрепа на Подеста в неговите функции). Така Подестът и Капитанът се оказват изпълняващи едни и същи функции (приемане на закони, налагане на данъци и заповеди от военен характер) и двамата са начело на два Съвета, единият от 300, а другият от 90 членове, фланкирани именно от Съвета на 12-те старейшини и от Съвета на т. нар. 36 boni homines („добри хора“ – подбрани граждани, които имат трудната задача да разрешават всякакви спорове и да търсят споразумение между всички участници в управлението). В съветите присъстват и гонфалониерите, които все още посочват просто онези, които ръководят градските милиции, разделени на „народи“ или енории, всяка от които се отличава със собствено знаме, известно като гонфалон. 
През 1260 г. Сиена побеждава флорентинците в битката при Монтаперти и това позволява завръщането на гибелинските представители във Флоренция, постановявайки края на управлението на Първия народ. Господството на фракцията на гибелините обаче не продължава дълго, защото през 1266 г. Манфред, син на Фридрих II, е победен в битката при Беневенто и така гвелфите отново се завръщат във Флоренция. Те дават живот на много краткото управление на Гвелфската партия, съставена от членове на най-високите слоеве на населението, но вече премахната през следващата година поради намесата на Шарл I Анжуйски, който в замяна на собствената си защита се провъзгласява за подест до 1274 г.

## Приорат на изкуствата
Така се достига до 1282 г. и до създаването на Приората на изкуствата – нов орган, съставен първоначално от 3, а след това от 6 члена, избрани измежду членовете на 21-те Корпорации на изкуствата и занаятите, които по този начин постигат максимално юридическо-политическо признание, необходимо за стремежа към управлението на градските институции. Най-значимата разпоредба всъщност се дава от факта, че участието в политическия живот е свързано със записването, дори и само формално, в една от големите или средните гилдии. 
Приоратът се присъединява към съветите, които вече присъстват във флорентинските  магистратури, ръководени от Капитан-защитник на изкуствата; неговите членове – приорите, термин, който вече съществува, но който показва позиция с различни функции, остават на поста само два месеца и това, освен че позволява известна „мобилност“ сред неговите представители, избягва централизацията на властта в ръцете на един човек, като по този начин защитава града от появата на тиранин. Правителството на Приората, което има големи правомощия за вземане на решения и изпълнителни правомощия, определя успеха на големите корпорации, преди всичко на Гилдията на вълната и на Гилдията на съдиите и нотариусите; освен това трябва да се има предвид, че както правителството на Първия народ, така и това на Приората, докато разширява социалната база по отношение на старата аристократична комуна, е монополизирано както от popolo grasso (дебелия народ), така и от магнатските семейства, сега много близки един на друг. Средните изкуства (Arti Medie) всъщност получават своето представителство в Съветите едва през 1285 г., докато Малките изкуства (14 корпорации, наречени Arti Minori, които започват да се създават отделно, всяка със собствен статут, след средата на XIII век) трябва да се задоволят с доста ограничени функции няколко години по-късно; големите фамилии от търговски произход всъщност бавно се интегрират в древната феодална аристокрация, усвоявайки нейните характеристики, докато другите, принадлежащи към дебелия народ, предпочитат да не се отклоняват твърде много от множеството по-скромни, но многобройни занаятчии и търговци в града.

## Гонфалониер на правосъдието
Именно от тази гледна точка по-подчертано „демократичният“ обхват на Правосъдните разпоредби, издадени през 1293 г. от Джано дела Бела, който въпреки благородническия си произход иска да даде израз на исканията на „дребната буржоазия“, успявайки да изключи магнатите от административните служби и да наложи ефективно упражняване на изкуство за достъп до Приората. Именно в този контекст е създадена фигурата на Гонфалониера на правосъдието – магистрат, който трябва да ръководи Колегията на приорите и Градската милиция срещу всякакви нарушения от страна на магнатите. Ордените на правосъдието скоро са намалени и през 1295 г. Джано е изгонен от Флоренция; дебелият народ вече е спечелил своята победа и за да не бъдат изгонени от политическия живот на града, представителите на древната аристокрация трябва да преминат в редиците на Партията на гвелфите (окончателно затвърдила се с битката при Кампалдино през 1289 г.); така се формират две нови фракции – Белите, събрани около Черки - буржоазно семейство, забогатяло от собствен бизнес и склонно към по-голяма отвореност към второстепенните изкуства, и Черните, събрани около Донати – феодално благородническо семейство, противопоставящо се на всякакви форма на народно участие и срещащо консенсуса на голяма част от големите гилдии, които несъмнено се чувстват по-близки до „покръстените“ магнати, отколкото до занаятчийските класи.

## Гонфалониерът след Разпоредбите
Позицията на гонфалониер практически оцелява до премахването на републиканската конституция от Медичите след завръщането им в града през 1530 г. През XV век тази служба е поверена както на членовете на семейство Медичи, така и на членове на семейства, близки до тях и техни съюзници. Това дава живот на онази сеньория с много специфични характеристики, която вижда вид призната власт и, въпреки че никога не е изрично декларирано, е способна да свали старите магистратури. След експулсирането на Пиеро II Злочестия през 1494 г. и краткото прекъсване на управлението на Джироламо Савонарола, екзекутиран през 1498 г., флорентинските семейства се опитват да реорганизират флорентинското правителство по модела на старите общински магистратури, назначавайки Пиеро Содерини за Доживотен гонфалониер през 1502  г. Службата му продължава до 1512 г., когато Медичите се завръщат във Флоренция и Пиеро решава да напусне града. След управлението на потомците на Лоренцо Великолепни и новото изгонване на фамилията през 1527 г. Общината се провъзгласява отново за независима, но след упоритата съпротива срещу императорските войски на Карл V и папа Климент VII е принудена да се предаде окончателно. Това е краят на републиканската мечта и началото на възхода на великата херцогска династия на Медичите.

## Семейства на Гонфалониери на правосъдието
Семействата, дали повече от пет Гонфалониери на правосъдието на Флорентинската република, са изброени по-долу:
- Ачайоли
- Алберти
- Албици
- Алдобрандини
- Алтовити
- Антели
- Ардингели
- Барончели
- Бартоли
- Бастари
- Бекануги
- Бенвенути
- Билиоти
- Бончани
- Бордони
- Бучели
- Каниджани
- Капони
- Кардучи
- Карнесеки
- Кастелани
- Челаи
- Коки
- Копини[1]
- Корбинели
- Корси
- Корсини
- Ковони
- Креши
- Да Фикикая
- Даванцати
- Дел Бенино
- Диетисалви Нерони
- Федериги
- Герарди
- Джанфуляци
- Гуадани
- Гуаскони
- Гуичардини
- Макиавели
- Магалоти
- Малегонеле
- Мариньоли
- Мартели
- Медичи
- Минербети
- Морели
- Нази
- Николини
- Нобили
- Пандолфини
- Пекори
- Перуци
- Пити
- Пучи
- Куаратези
- Ричи
- Ридолфи
- Рондинели
- Ручелай
- Сакети
- Салвиати
- Серали
- Серистори
- Содерини
- Спини
- Строци
- Стуфи
- Торнакуинчи
- Валори
- Ветори